# Вартоломей Гревенски
Вартоломей (на гръцки: Βαρθολομαίος, Вартоломеос) е гръцки духовник, митрополит на Вселенската патриаршия.

## Биография
Роден е около 1767 година. В 1792 година е ръкоположен за еритрейски епископ и назначен за викарен епископ на Гревенската епархия. Избран е за гревенски митрополит в септември 1806 година. Вартоломей е подписал синодално решение заедно с още 28 архиереи по време на втория патриархат на Григорий V Константинополски (1806 - 1808). Вартоломей е споменат в надпис в църквата „Свети Николай“ в Смикси от 1810 година, в надпис от църквата „Преображение Господне“ в Самарина от 1819 година, както и на една икона от „Успение Богородично“ от 1820 година. Франсоа Пуквил, който минава два пъти през Гревена, се изказва с ласкави думи за Вартоломей. Според други сведения от 1791 до 1810 година е еритрейски епископ и чак в 1810 година става гревенски митрополит. Подава оставка в 1820 година. През октомври 1820 година подава оставка.
От юли 1821 година за кратко е димитриадски и загорски митрополит във Волос. Подава оставка на 29 септември 1821 година. През управлението му турците жестоко наказват бунтовните села в Пелион и отнемат привилегиите им.
Умира в края на 1827 година.